# Carex interjecta
Carex interjecta är en halvgräsart som beskrevs av Anton Waisbecker. Carex interjecta ingår i släktet starrar, och familjen halvgräs. Inga underarter finns listade i Catalogue of Life.